# Lipovec (Žilina)
Lipovec (in ungherese Lamosfalva) è un comune della Slovacchia facente parte del distretto di Martin, nella regione di Žilina.